# DJ Vadim

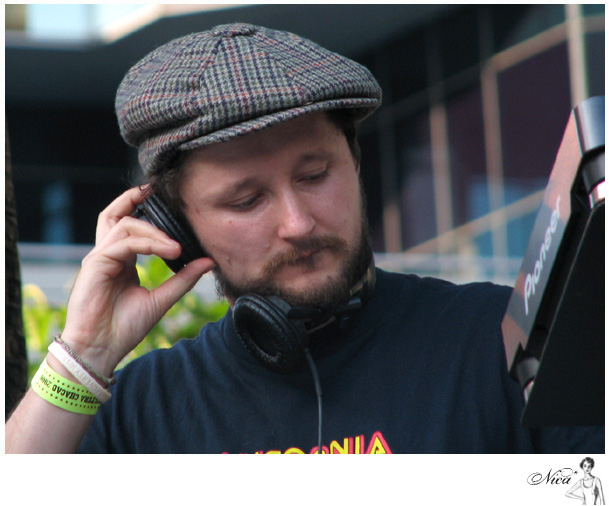

DJ Vadim es un prolífico DJ y productor nacido en San Petersburgo, Rusia, asentado posteriormente en Londres y residente  Su música puede describirse como hip hop instrumental, combinando elementos de hip hop con música electrónica, reggae y soul.

## Discografía

### DJ Vadim
- "Abstract Hallucinating Gases" EP (Jazz Fudge, 1995)
- "Headz Ain't Ready" EP (Jazz Fudge, 1995)
- "Non lateral hypothesis" 12” (Ninja Tune, 1996)
- "Aural Prostitution" 12” (Ninja Tune, 1996) feat. Lewis Parker, Delirious, Mark B, Acyde y Sli Poetry.
- "Heterogeneous/Nocturnal Thought Tracks" - Grabado para el recopilatorio Organised Sound (Jazz Fudge, 1996)
- USSR Repertoire LP (Ninja Tune, 1996)
- "Conquest of the irrational" 12” (Ninja Tune, 1997) feat. Jupiter.
- DJ Vadim presents Sculpture and Broken Sound LP (P-vine Japón, 1997)
- USSR Reconstruction Remix LP (Ninja Tune, 1998)
- Architects of the Great Mix Tape (Jazz Fudge, 1998) con DJ Primecuts.
  - Tal y como aparece en la portada del número de febrero de 1998 de DJ Magazine.
- Anti Pop Consortium (con DJ Primecuts)
- "Friction" 12” (Ninja Tune, 1999) feat. Iriscience, Task Force, DJ Primecuts and Mr Thing.
- "It's Obvious" 12” (Ninja Tune, 1999) feat. Blu Rum 13, Swollen Members y Mark B.
- USSR; Life From the Other Side LP (Ninja Tune, 1999)
- USSR; Instrumental To Life LP (Ninja Tune, 1999)
- "Your Revolution/The Higher Standard" 12” (Ninja Tune, 2000) feat. Sarah Jones, Mr Lif, Esoteric y Virtuoso
- "Leaches/Up To Jah" 7” (Ninja Tune, May 2002) feat. Demolition Man.
- "Combustible/Ghetto Rebels/Dimelo es el Verbo" 12” (Ninja Tune, 2002) feat. Gift of the Gab, Phi-Life Cypher (UK 12” only) y Mucho Mu (US 12” only).
- "It's On/Up To Jah" 12” (Ninja Tune, 2002) feat. Vakill y Demolition Man.
- USSR: The Art of Listening LP (Ninja Tune, 2002)
- USSR: The Art of Instrumentals LP (Ninja Tune, 2002)
- "Bang 2K" EP (Ninja Tune, December 2002) feat. Skinny Man, Curse y Out da Ville.
- "Eddie Brikkel/Cum Shots" 12” (Ninja Tune, 2003) feat. Slug.
- "Till Sun's In Your Eyes/Headline News" 12” (Ninja Tune, 2003) feat. Motion Man, Adad y DJ Woody.
- The Forgotten Women/Stereo Pictures Mix CD (MK2, 2003)
- Lettuce Propelled Rockets Mix CD (JFM, 2005) feat. DJ Woody.
- "Explode" 12” (JFM 2005) feat. Demolition Man.
- "Like The Wind/Boom Sumting" 12” (BBE, 2007)
- Sound Catcher LP (BBE, 2007)
- Live In Brooklyn Mix CD (Mothergrain, 2007)
- "Got To Rock/Black Is The Night" 12” (BBE, 2007)
- "Talk To Me/Like The Wind" 12” (BBE, 2008)
- "Hidden Treasure/Saturday/Soldier" 12”/Descargable Digitalmente (BBE, 2009)
- U Can't Lurn Imaginashun LP (BBE, 2009)

### Little Aida
"Confessions" EP (Jazz Fudge, 1996)

### Andre Gurov
- "Revelations of Wrath" EP (Jazz Fudge, 1997) feat. Jupiter y JAE.
- "A New Rap Language" EP (Jazz Fudge, 1997) feat. Jupiter y Jam.

### The Bug
- Taping The Conversation LP (Wordsound, 1997)

### The Isolationist
"Hydrogen Slush" 12” (Jazz Fudge, 1998)
- The Isolationist LP (Jazz Fudge, 1999)

### Blixton Rodriguez
- "August Showers" EP (2005)

### One Self
- "Be Your Own" w/Amp Fiddler remix 12” and Ltd Edition (Ninja Tune, 2005)
- "The Blue Bird"/Fear The Labour" 12” (Ninja Tune, 2005)
- Children Of Possibility LP (Ninja Tune, 2005)
- Children Of Instrumental’s LP (Ninja Tune, 2005)
- "Paranoid/Over Expose/Come Along" 12” (Ninja Tune, 2005)
- "Organically Grown" EP (2006)